# Siły Powietrzne Republiki Kazachstanu
Siły Powietrzne Republiki Kazachstanu – jeden z rodzajów Sił Zbrojnych Republiki Kazachstanu. Do jego zadań należą prowadzenie operacji na rzecz uzyskiwania przewagi powietrznej i wsparcia innych rodzajów sił zbrojnych. Siły Powietrzne RK są podporządkowane Ministerstwu Obrony Republiki Kazachstanu, na którego czele stoi od 2 października 2017 Nurłan Ormanbetow.
Wojsko dysponuje zasobem samolotów myśliwskich, bojowych, transportowych i treningowych oraz flotą śmigłowców.

## Wyposażenie[4][5][6][3]
Samoloty myśliwskie
| Model  | Liczba | Uwagi |
| ------ | ------ | --- |
| Su-30  | 12     | Oczekiwana dostawa kolejnych 24 myśliwców wielozadaniowych. |
| Su-27  | 23     | 8 Su-27 zostały zmodernizowane w latach 2007-2010 w OJSC 558. Aviation Repair Plant (Baranovichi, Białoruś), zmodyfikowanej przez Su-27M2. 2 Su-27UB zostały zmodernizowane w latach 2007-2010 w OJSC 558. Aviation Repair Plant (Baranowicze, Białoruś), zmodyfikowane przez Su-27UBM2. |
| MiG-31 | 25     | |
| MiG-29 | 14     | |
| Su-25  | 14     | W trakcie modernizacji w JSC "558. Aviation Repair Plant" (Baranowicze, Białoruś), w modyfikacji Su-25SM / Su-25UBM. |
| Razem  | 88     | |

Samoloty transportowe
| Model      | Liczba | Uwagi                                                                    |
| ---------- | ------ | ------------------------------------------------------------------------ |
| An-30      | 1      |                                                                          |
| An-12      | 2      | W 2011 roku zmodernizowany w Aviation Repair Plant 325 (Taganrog, Rosja) |
| An-26      | 4      |                                                                          |
| An-72      | 2      |                                                                          |
| CASA C-295 | 8      |                                                                          |
| Jak-40     | 1      |                                                                          |
| Tu-134     | 1      |                                                                          |
| Razem      | 19     |                                                                          |

Samoloty treningowe
| Model              | Liczba | Uwagi |
| ------------------ | ------ | ----- |
| Aero L-39 Albatros | 17     |       |
| Zlín Z-43          | 1      |       |
| Razem              | 18     |       |

Samoloty bezzałogowe
| Model           | Liczba | Uwagi                                               |
| --------------- | ------ | --------------------------------------------------- |
| CAIG Wing Loong | 4      | Samolot rozpoznawczy, bezzałogowy statek powietrzny |
| Razem           | 4      |                                                     |

Śmigłowce
| Model              | Liczba | Uwagi |
| ------------------ | ------ | ----- |
| Mi-35M             | 4      |       |
| / Mi-17            | 26     |       |
| Mi-26              | 2      |       |
| Bell UH-1 Iroquois | 4      |       |
| Eurocopter EC145   | 6      |       |
| Razem              | 42     |       |

Samoloty do przewozu osobistości
| Model           | Liczba | Uwagi                                     |
| --------------- | ------ | ----------------------------------------- |
| Airbus A320     | 1      | UP-A2001, czarterowany od Berkut Air      |
| Airbus A321     | 1      | UP-A2101, czarterowany od Comlux Aviation |
| Tu-154M         | 1      | UP-T5401                                  |
| Airbus A330-200 | 1      | UP-A3001, czarterowany od Comlux Aviation |
| Razem           | 4      |                                           |

## Galeria

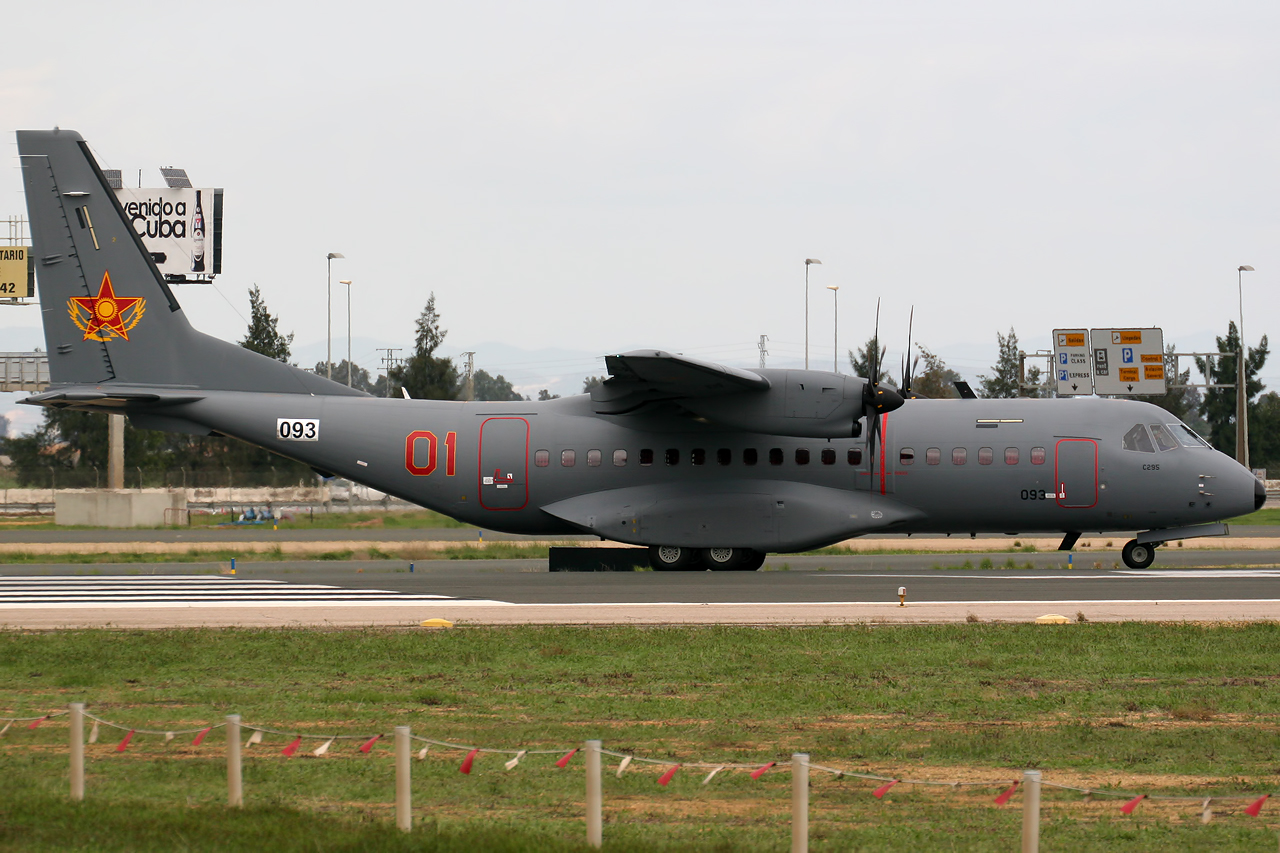
CASA C-295
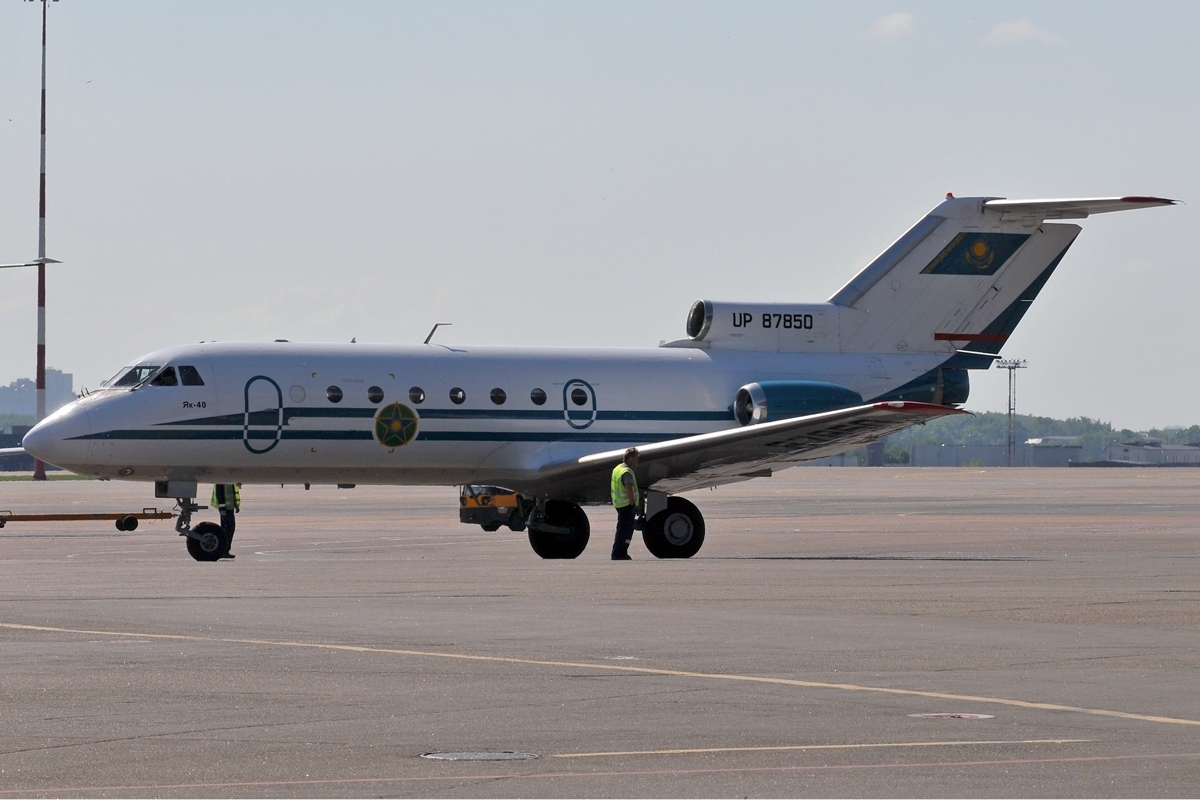
Jak-40
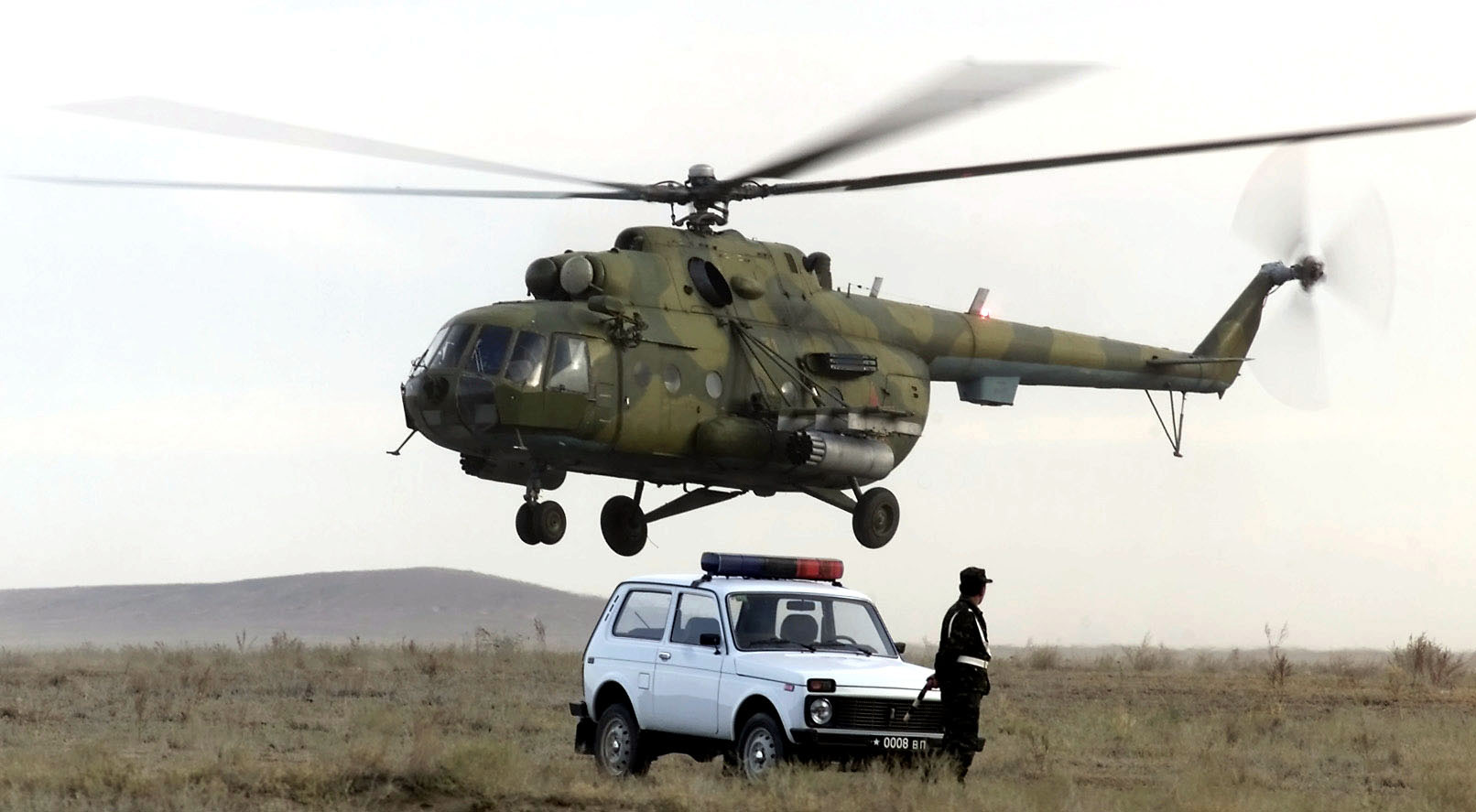
Mi-17
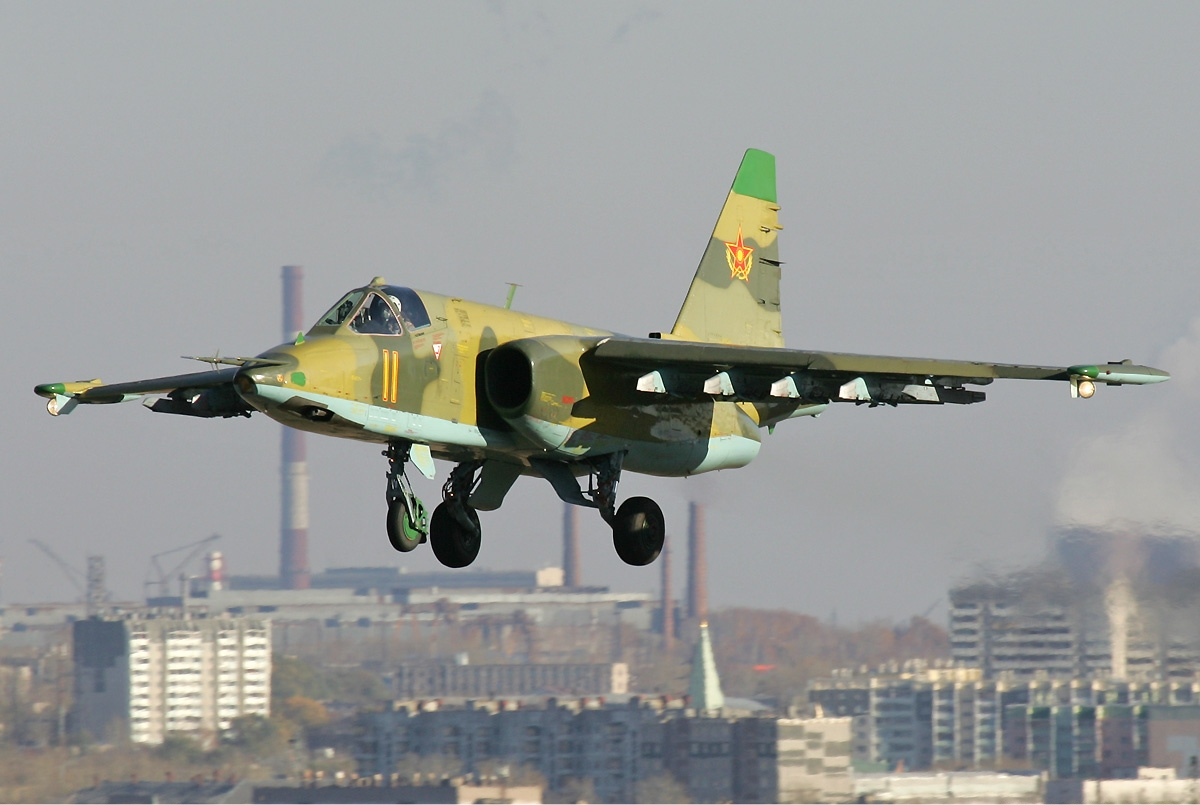
Su-25
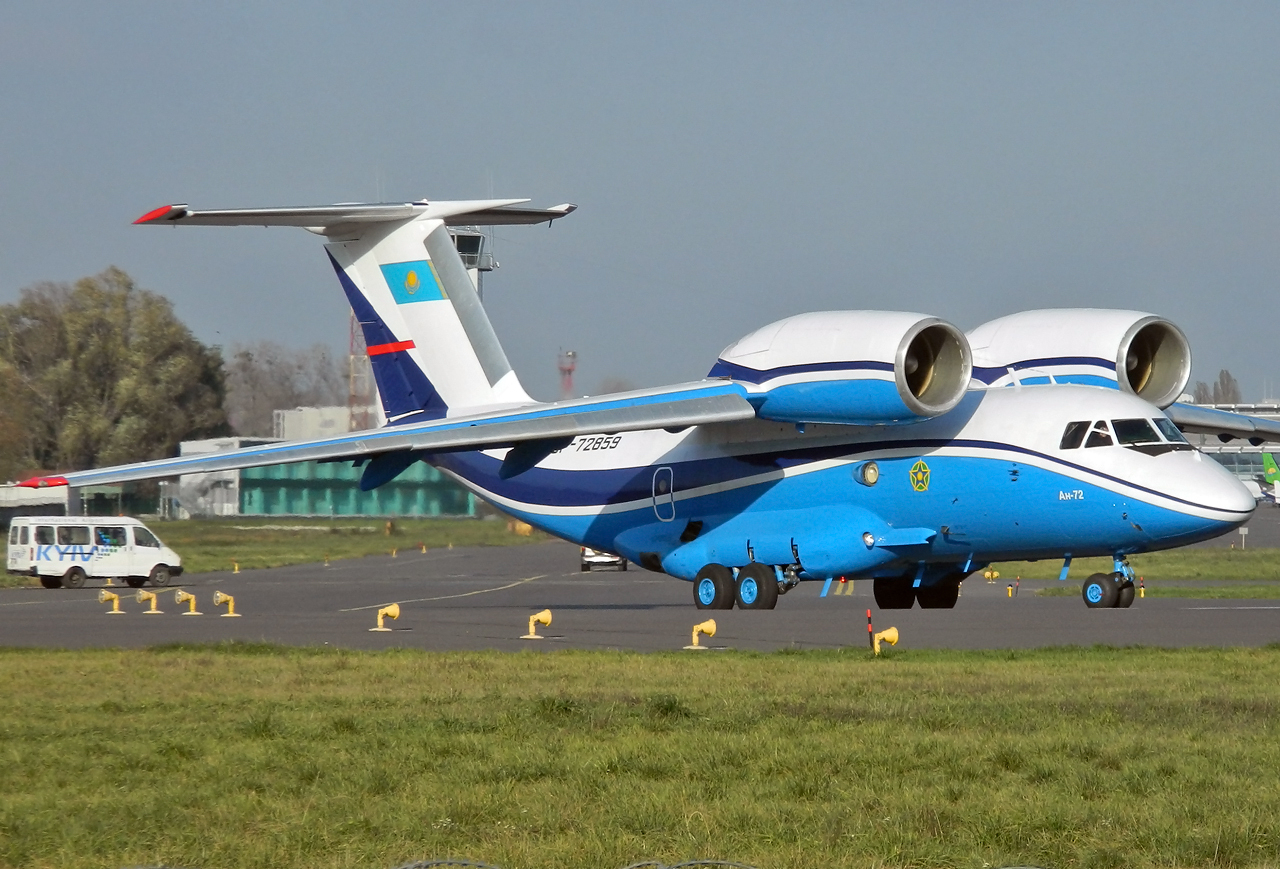
An-72
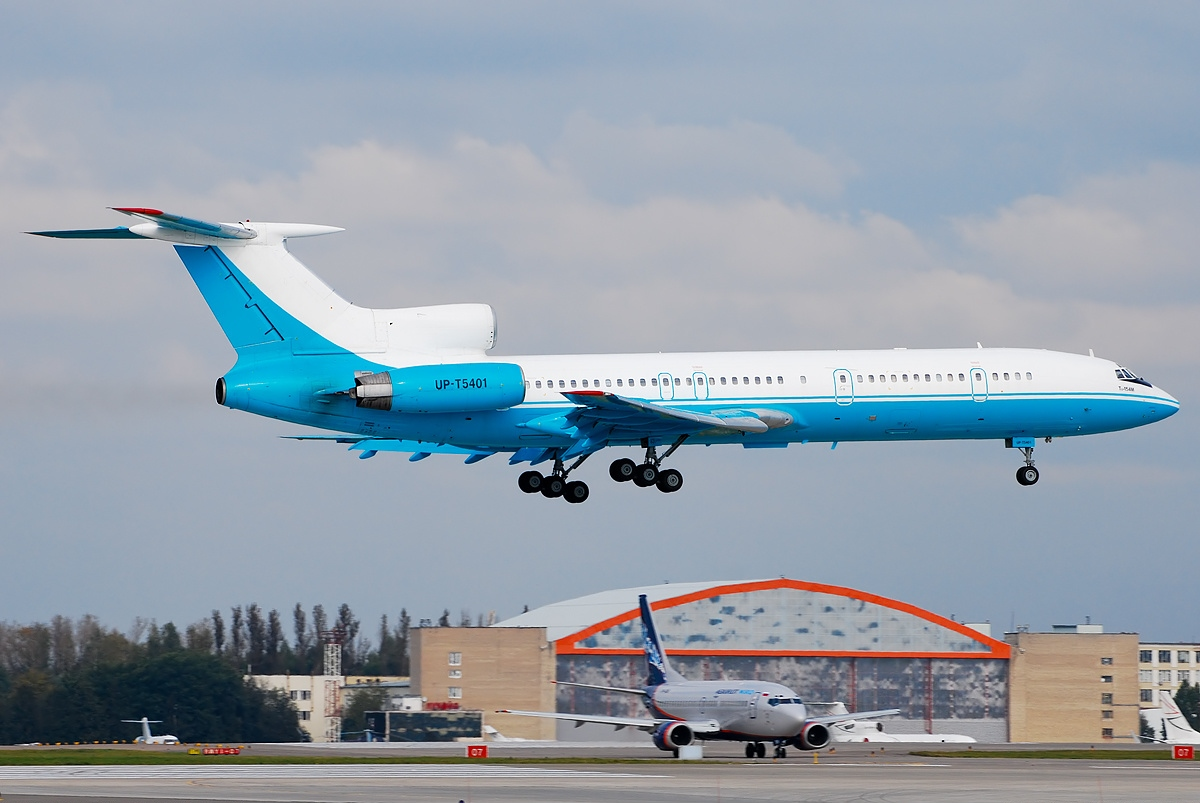
Tu-154
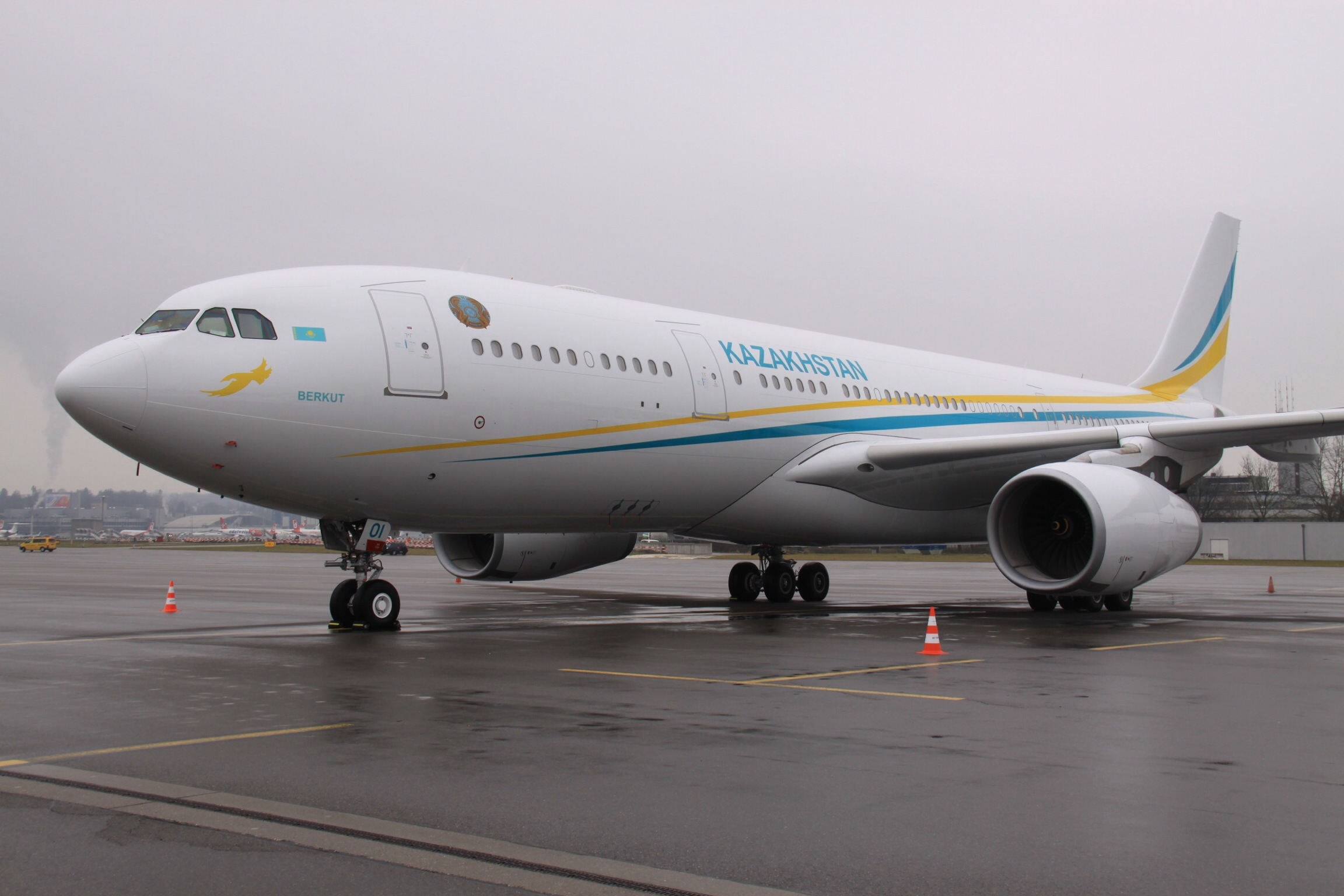
Airbus A330